# Bulbophyllum distichum
Bulbophyllum distichum là một loài phong lan thuộc chi Bulbophyllum.